# اچ‌ام‌اس لاشام (ام۲۶۳۶)
اچ‌ام‌اس لاشام (ام۲۶۳۶) (به انگلیسی: HMS Lasham (M2636)) یک کشتی بود که طول آن ۱۰۰ فوت (۳۰ متر) بود. این کشتی در سال ۱۹۵۴ ساخته شد.